# Caridina parvidentata
Caridina parvidentata is een garnalensoort uit de familie van de Atyidae. De wetenschappelijke naam van de soort is voor het eerst geldig gepubliceerd in 1904 door Roux.